# بوریس وولینوف
بوریس والنتینوویچ وولینوف (روسی: Бори́с Валенти́нович Волы́нов؛ زاده ۱۸ دسامبر ۱۹۳۴) فضانورد اهل شوروی است که در ۱۸ دسامبر ۱۹۳۴ در ایرکوتسک زاده شد. وی در مأموریت سایوز۵، سایوز۲۱ حضور داشته‌است.